# Linia kolejowa nr 992
Linia kolejowa 992 – pierwszorzędna, jednotorowa, zelektryfikowana linia kolejowa, łącząca rejony SPA i SPC stacji Szczecin Port Centralny.
Linia w całości została uwzględniona w kompleksową i bazową towarową sieć transportową TEN-T.